# Takashi Mizuno
Takashi Mizuno (jap. 水野 隆, Mizuno Takashi; * 28. April 1931) ist ein ehemaliger japanischer Fußballspieler.

## Nationalmannschaft
1955 debütierte Mizuno für die japanische Fußballnationalmannschaft.